# Tugovo
Tugovo (cyr. Тугово) – wieś w Bośni i Hercegowinie, w Republice Serbskiej, w gminie Vlasenica. W 2013 roku liczyła 117 mieszkańców.